# L’Éducation sentimentale

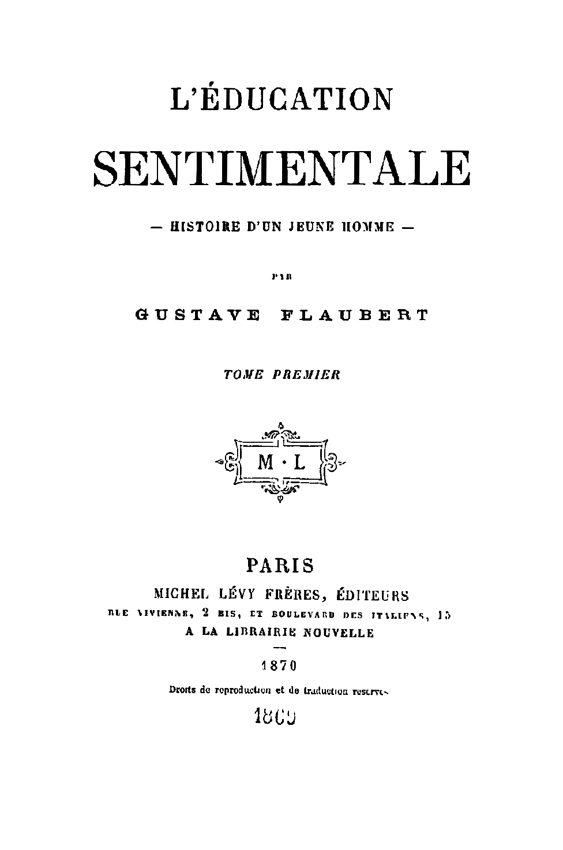
Erstausgabe von 1869

L’Éducation sentimentale, Histoire d’un jeune homme, ist der letzte vollendete Roman des französischen Schriftstellers Gustave Flaubert (1821–1880). Er erschien 1869 und gilt heute als einer der einflussreichsten Romane des 19. Jahrhunderts. Es liegen mehrere Übersetzungen ins Deutsche vor, unter anderem erschien das Werk unter den Titeln Die Erziehung der Gefühle, Die Erziehung des Herzens, Die Erziehung des Gefühls, Lehrjahre des Gefühls, Lehrjahre des Herzens, Die Schule der Empfindsamkeit und Der Roman eines jungen Mannes. Die Neuübersetzung 2020 trägt den Titel: Lehrjahre der Männlichkeit. Geschichte einer Jugend.

## Handlung
Flauberts Roman zeichnet, mit satirischen Elementen bei den Gesellschaftsszenen und tragisch-melancholischen bzw. illusionär idyllischen Zügen bei den privaten Schicksalen, ein Bild der französischen Gesellschaft der 1840er Jahre in Paris. Die Hauptfigur Frédéric Moreau will nicht in der Provinz bodenständig leben, sondern träumt von einer hohen Position mit elegantem Lebensstil in der mondänen Großstadt. Dabei schwankt er auf der Suche nach Erfolg und Glück unentschlossen zwischen Karrierestrategien und ihnen entgegenstehenden Gefühlsregungen. Seinen Freunden und Bekannten begegnet er in drei verschiedenen Zirkeln: der journalistisch-künstlerischen Szene mit systemkritischen, reformerischen bzw. revolutionären Tendenzen, den etablierten großbürgerlichen Kreisen der Bankiers, Kaufleute, Juristen usw., die sich jeweils an die vorherrschende politische Strömung anpassen, und der zwielichtigen Demimonde, in der sich die beiden anderen Gruppen in ihrer Doppelmoral treffen. Er passt sich schnell an die verschiedenen Milieus und ihre Regeln an, erreicht aber in seinem Zickzackkurs zwischen Gewissenlosigkeit und schlechtem Gewissen im Gegensatz zu den Protagonisten vieler traditioneller Entwicklungsromane keines seiner Ziele, v. a. weil er sich von seiner hoffnungslosen Liebe zur verheirateten Marie Arnoux nicht lösen kann.

### Erster Teil
1840 verlässt der 18-jährige Frédéric Moreau, nach einer kurzen Reise zum Erbonkel nach Le Havre, das Gutshaus seiner Mutter in Nogent-sur-Seine (Kp. 2), um in Paris Jura zu studieren (Kp. 3–5). Madame Moreaus früh verstorbener Mann hinterließ ihr zerrüttete Vermögensverhältnisse. Ihre Pachteinnahmen sind gering und sie musste Besitzungen verkaufen, um die Schulden zu bezahlen und das Studium zu finanzieren. Sie hofft, dass er als Advokat oder Richter sowie durch eine reiche Heirat und die Erbschaft ihres Schwagers sein geringes väterliches Vermögen aufbessern und großbürgerlich leben kann. Doch Frédéric, aus dessen Perspektive die Handlung zum größten Teil erzählt wird, ist leichtlebig und spinnt sich in Vorstellungen von einer Karriere als Minister oder als berühmter Künstler ein. So beginnt er mit einem Romanprojekt oder mit Kompositionen und nimmt Malstunden. Mit seinen Freunden, revolutionär gesinnten Literaten, Malern und Journalisten, bummelt er durch das Quartier Latin oder vergnügt sich im Tanzlokal Alhambra. Er legt sich eine teure Garderobe zu und verkauft sie wieder unter Wert, wenn er kein Geld mehr hat. Wie diese sind alle seine Aktionen sprunghaft und er ermüdet schnell. Erst im zweiten Anlauf besteht er sein Examen mit Hilfe seines armen Schulfreundes Charles Deslauriers, der sein Studium als Kanzleigehilfe verdient und ebenfalls vom gesellschaftlichen Aufstieg träumt. Dieser rät ihm, Verbindungen zu einflussreichen Personen aufzubauen, z. B. zum Bankier und Spekulanten Dambreuse, dessen Geschäftserfolge auf seinen Anpassungen an die Regierungswechsel seit der Napoleonzeit basieren. Dieser macht ihm verschiedene Angebote, doch Frédéric verfolgt nicht diesen Karriereweg, unterbricht immer wieder die Kontakte und bemüht sich stattdessen um die Freundschaft des undurchsichtigen Kunsthändlers und Verlegers Jacques Arnoux und dessen Frau Marie, die er auf der Rückreise von Le Havre kennen gelernt hat. Die schöne junge Frau besetzt seine Gedanken und er will sie näher kennen lernen (Kp. 1). Deshalb kauft er von seinem Studiengeld Bilder in Arnoux’ Geschäft „Kunst und Gewerbe“ und teure Kleidung und Geschenke, um Marie zu beeindrucken. Diese Leidenschaft wird zu einer Obsession, die ihn Tag und Nacht verfolgt und an der Umsetzung ernsthafter Projekte hindert. Da Madame Arnoux ihn freundlich distanziert behandelt und nicht ermutigt, wagt er nicht, sich ihr zu erklären. Andererseits spürt er, dass seine Liebe nicht zu realisieren ist, er will aber die Hoffnung nicht aufgeben. So bereitet ihm das Großstadtleben wenig Freude und er leidet an Weltschmerz, der sich zu psychotischen Grenzzuständen steigert, aus denen er sich am Ende der Studienzeit in Nogent vorübergehend etwas lösen kann. Aber auch in der Provinz ist er auf Dauer nicht glücklich und er träumt sofort wieder von einem Luxusleben in Paris mit einer Annäherung an Marie, als er durch den Tod seines Onkels zum reichen Erben wird (Kp. 6).

### Zweiter Teil
1845 kehrt Frédéric finanziell gut ausgestattet nach Paris zurück. Er kauft einen zweisitzigen Wagen mit Pferd und ein für Feste geeignetes Haus. Auch beim Erwerb der Einrichtung und bei Vergnügungen geht er sorglos mit seinem Geld um, so dass sein Kapital zunehmend schmilzt. In seinem früheren Freundeskreis hat sich einiges geändert. Deslauriers Versuch, zu habilitieren, ist durch den Vortrag versponnener Ideen misslungen. Arnoux, der inzwischen sein Kunstgeschäft und seine Zeitschrift aufgeben musste und jetzt in einer Fabrik Fayencen herstellt, lebt nun in bescheidenen Verhältnissen und gibt keine Feste mehr. Seine Frau hat in dem einfachen Ambiente für Frédéric zwar an gesellschaftlich eleganter Attraktivität verloren, jedoch in ihren jetzigen Rollen als Mutter und Hausfrau an menschlicher Ausstrahlung gewonnen („ernst, feierlich und beinahe fromm und gläubig“). Arnoux’ missglückte Spekulationen und seine Affären haben eine Ehekrise ausgelöst und sie wird Frédérics Vertraute. Ihre Gegenfigur ist Rose Annette Bron (Rosanette), eine freizügige Halbweltdame („tändelnd-verspielt […] beschwingt und unterhaltsam“) und zur Zeit gleichzeitig die Geliebte Arnoux’, des alten reichen Oudry und des jungen Schauspielers Delmar. Frédéric hat die von ihren Freunden „Marschallin“ genannte Frau auf einem ausgelassenen Kostümball in ihrer Wohnung kennengelernt. Der Autor beschreibt das Fest aus distanzierter Beobachterperspektive als eine unzusammenhängende Konversations- und Bilderfolge, wobei sich bei zunehmender Dauer unter der verlaufenden Schminke traurige Gesichter zeigen, und demonstriert den Leerlauf der gesellschaftlichen Konventionen, die persönliche Rivalitäten verdecken (Kp. 1). Mit diesem Milieu kontrastieren zwei andere Zirkel, in denen Frédéric sich bewegt. Offen kontrovers, von Seiten Senecals, Deslauriers Freund, revolutionär-dogmatisch, rechthaberisch verlaufen die politischen Diskussionen seiner Boheme-Freunde, einer Gruppe von egozentrischen Individualisten (Kp. 2). Großbürgerlich steif, aber doppelbödig und schwer durchschaubar sind dagegen die Gäste im Haus des Bankiers Dambreuse, wo sich die konservativen Geschäftsleute und hohen Beamten treffen. Von ihnen erhofft sich Frédéric Unterstützung für eine Stelle im Staatsdienst, während ihm der Hausherr zu einer Wirtschaftskarriere rät.
Frédérics zeitweise kontrollierte Leidenschaft für Marie erhält durch Arnoux’ finanzielle Schwierigkeiten und seine Ehekrise neue Hoffnungen. Er leiht ihm fünfzehntausend Franken, um seine Frau durch seine Hilfsbereitschaft zu beeindrucken und sie für sich zu gewinnen. Als Sicherheit erhält er ein Grundstück, das jedoch, wie sich später herausstellt, mit Hypotheken belastet ist. Mehr als zwanzig Jahre später, bei ihrer letzten Begegnung, wird ihm die tugendhafte Geliebte das Geld zurückgeben (III, 6). Die Summe hatte er eigentlich seinem Freund Deslauriers für die Gründung einer Zeitung versprochen und sie unbedacht auch Dambreuse für den Kauf von Aktien zugesagt. Schnell lässt er sich immer wieder zu Freundschaftsdiensten überreden, verleiht Geld, wechselt aber dann situativ seine Pläne und hält Verabredungen nicht ein. Manchmal verleiten ihn auch Stimmungen, sich in vornehmer Gesellschaft zu isolieren und Chancen zu verspielen, z. B. bei der Verteidigung seines Freundes Arnoux, seiner heimlichen Geliebten Rosanette oder des zeitweise inhaftierten mutmaßlichen Bombenbastlers Senecal. Einmal wird er sogar ausfällig bis zur Duellforderung an de Cisy (Kp. 4). Zum Zeitpunkt der Krise Arnoux’ denkt er, der Zeitpunkt für sein Liebesgeständnis sei gekommen (Kp. 3). Doch Marie weist ihn zurück, obwohl sie ihn insgeheim liebt. Auf seinen Vorwurf, sie habe „spießbürgerliche Grundsätze“ antwortet sie, sie sei an ihre Familie gebunden und rühme sich nicht, „eine große Dame zu sein“. Enttäuscht will er sich nun leichtlebigen Frauen zuwenden und braucht dafür Geld (Kp. 4). Er verkauft aus seinem Vermögen einen Pachthof, legt das Geld zur Hälfte in Staatsanleihen an und spekuliert mit der anderen Hälfte an der Börse. Dann bemüht er sich um einen der offenbar frei gewordenen Plätze bei der Rosanette, hat dabei jedoch vermögende Rivalen, v. a. Cisy.
Frédérics enttäuschte Freunde, denen er finanzielle Unterstützung zugesagt hat und die ihn wegen seines Reichtums beneiden, rächen sich für sein unbeständiges Verhalten. Pellerins freizügiges Porträt Rosanettes, das er gewissermaßen bestellt, aber nicht bezahlt hat, wird in einem Schaufenster ausgestellt, mit der Angabe, er sei der Besitzer. In einem Zeitungsartikel der „Leuchte“ verspottet ihn der Schreiber, offenbar Hussonnet, für Eingeweihte gut erkennbar als „einen hergelaufenen Einfaltspinsel“ aus der Provinz und rätselt über die Motive seines Duells. „Der Advokat“ Deslauriers nutzt die Beichte seines alten unentschlossenen Freundes für sich und kommt auf die Idee an seiner Stelle die Kontakte zu Dambreuse für seinen Aufstieg zu nutzen und Madame Arnoux mit Frédérics Hypothekenforderungen als Geliebte zu gewinnen. Andererseits gibt er ihm den Rat, nach Nogent zurückkehren und sich mit Louise, der provinziell natürlichen Tochter des reichen Nachbarn Roque, zu verloben. Das ist auch der Wunsch ihres Vaters, des Verwalters der ländlichen Güter Dambreuses, und seiner Mutter, denn Roques Vermögen und der für ihn reaktivierbare Adelstitel aus der Familie seiner Mutter, der Tochter des Grafen de Fouvens, würden sich verbinden. Doch Frédéric zögert bei seinem kurzen Besuch (Kp. 5) wieder einmal, denn Louise ist ihm in seiner arroganten Beurteilung zu wenig gebildet und im Vergleich zu Madame Arnoux oder Madame Dambreuse nicht großstädtisch-gesellschaftsfähig, und er kann ihre Liebe zu ihm nicht erwidern. So schiebt er den von ihm erwarteten Antrag auf.
Nach seiner Rückkehr nach Paris gerät er, trotz kritischer Analyse seiner Situation und der Personen seiner Umgebung, wieder in den alten Kreislauf seiner Emotionen und Entscheidungsschwäche hinein (Kp. 6). Er unterstützt Rosanette finanziell, obwohl sie sich inzwischen vom schwerreichen russischen Fürsten Tschernukoff aushalten lässt. Aus Rücksicht auf Marie verfolgt er seine Forderung an Arnoux nicht weiter. Mit den revolutionären Freunden ist er sich einig über die Unzufriedenheit mit der politische Situation im Februar 1848. Alle wollen für eine Republik kämpfen. Dann spitzt sich die Situation für ihn zu. Er bekennt sich Marie, als er ihr bei der Reklamation zweier Fayence-Figuren, die er für Louise bestellt hat, zufällig begegnet. In ihrem Landhaus in Auteuil erlebt er mit ihr eine kurze Liebesidylle und versäumt darüber die Werbung für die Tochter Roques und die Teilnahme mit den Freunden an den revolutionären Kämpfen. Doch seine Hoffnung auf die Weiterführung der platonischen zu einer sexuellen Beziehung erfüllt sich nicht, da Marie die Erkrankung ihres Sohnes Eugen und seine Rettung vor dem Erstickungstod als göttliche Warnung vor einem Ehebruch ansieht und nicht zum vereinbarten Treffen kommt.

### Dritter Teil
Die Februarrevolution 1848 hat begonnen. Frédéric geht in die Tuilerien und beobachtet die Aufständischen. Er beteiligt sich mit revolutionären Ideen an den politischen Diskussionen und schreibt einen Artikel, der ihm die Anerkennung seiner Freunde und den Respekt von Dambreuse einbringen wird, der vorschlägt, für den Wahlkreis Nogent zu kandidieren. Doch auf einer vom Autor karikierten Wahlversammlung versucht er erfolglos eine Kandidatur als Abgeordneter. Sogar seine Freunde können ihn wegen seiner Abwesenheit bei den Aktionen nicht unterstützen. Enttäuscht geht er zu Rosanette, wird ihr Liebhaber und verbringt im Juni mit ihr einige glückliche Tage, abgeschottet vom sozialrevolutionären Juni-Aufstand in der Idylle des Waldes von Fontainebleau, während seine Freunde in Paris sich an den Aktionen beteiligen (Kp. 1). Rosanette und er werden miteinander vertraut und sie erzählt ihm, wie ihre trunksüchtige Mutter sie zur Prostitution verleitet hat. Die Nachricht von Dussardiers Verletzung weckt Frédérics schlechtes Gewissen und sie kehren nach Paris zurück.
Der Aufstand der Sozialisten ist niedergeschlagen. Die um ihr Vermögen besorgten Bürger haben sich beruhigt und feiern wieder ihre Feste. Bei den Dambreuses (Kp. 2) trifft Frédéric auf die konservative Gesellschaft und erregt, als beim Abendessen Andeutungen über seine Affäre mit Rosanette gemacht werden, das neidvolle Interesse Marie Arnoux’, Louise Roques und das der Gastgeberin. Er bestreitet die Anspielungen und erweckt bei jeder der Damen den Eindruck seiner Zuneigung. Nachdem Louise und Marie die Wahrheit erfahren haben, bleibt Frédéric bei der schwangeren Rosanette wohnen. Deren Unbildung und schlechter Geschmack missfallen ihm immer mehr, v. a. im Vergleich zum edlen Auftreten Madame Dambreuses, die ihm als Geliebte in die höhere Welt der Mächtigen und Reichen verhelfen könnte. Überraschend schnell geht sie auf seine Werbung ein (Kp. 3). Nach dem Tod ihres Mannes kurze Zeit später bietet sie ihm die Heirat an. Er stimmt zu, denn sie könnte ihm als Alleinerbin ein feudales Leben bieten. Doch der Verstorbene hat, vielleicht als Rache für die von ihm bemerkte Affäre seiner Frau, sein Vermögen der mit Frédérics ehemaligem Studienkollegen Martinot vermählten unehelichen Tochter Cecile vermacht. Für Frédéric verliert dadurch die Verbindung an Attraktivität, zumal er an seiner Geliebten jetzt egoistische herrschsüchtige Eigenschaften entdeckt und sie ihm auch nicht mehr zu einer Kandidatur für die Departement-Abgeordnetenwahl verhelfen kann. Er hat jedoch ein schlechtes Gewissen, sich von ihr zurückzuziehen. Genauso wenig kann er sich von Rosanette trennen, da sie die Mutter seines Sohnes ist, der bald darauf an einer Infektionskrankheit stirbt. Vielmehr muss er ihr eine neue Wohnung einrichten und ihre Schulden aus früherer Zeit übernehmen. So führt er ein Doppelleben mit zwei Frauen (Kp. 4), verstrickt sich aber immer mehr in Ausreden und Lügen.
Auslöser der letzten Phase seiner Pariser Beziehungen und des Endes seiner Illusionen ist der Bankrott Arnoux’. Um sich seinen Verpflichtungen und polizeilichen Verfolgungen zu entziehen, hat er offenbar die Flucht der Familie ins Ausland geplant. Frédéric befürchtet, er könnte dann Marie, seine einzige wahre Liebe, nie mehr sehen. Er leiht sich deshalb von Madame Dambreuse die geforderte Summe, um eine Bestrafung Arnoux’ zu verhindern, trifft ihn aber nicht mehr an, beschuldigt darauf fälschlicherweise Rosanette, Arnoux aus Eifersucht auf Marie verklagt zu haben, und verlässt sie. Die Trennung von Madame Dambreuse und die Beendigung ihrer Hochzeitsvorbereitungen folgt bald darauf, als sie auf einer Versteigerung des Arnoux’schen Hausrats demonstrativ gegen seinen Einspruch die Renaissance-Silberschatulle Maries ersteigert, die für Frédéric mit Erinnerungen verbunden ist, denn sie war auch in Rosanettes Wohnung. Symbolträchtig geschieht dies am Tag vor dem Staatsstreich vom 2. Dezember 1851 und damit dem Ende der Republik: „[E]r konnte nur noch an sich, an sich allein denken, so weltverloren kam er sich mitten im Trümmerhaufen seiner Träume vor, so krank, leiderfüllt und tief entmutigt war er“ (Kp. 5). Desillusioniert verlässt er Paris, sucht Zuflucht in Nogent bei Louise und sieht bei seiner Ankunft, wie sie im Brautkleid als Deslauriers Frau die Kirche verlässt. Bei seiner Rückkehr wird in Paris der Aufstand niedergeschlagen: Der jetzt als Polizist tätige ehemalige Sozialist Senecal erschießt den treuen Republikaner Dussardier.
Nach 16 Jahren begegnet Frédéric noch einmal Marie. Sie gestehen sich: „Wir haben uns doch sehr geliebt!“ „Ohne dass wir einander angehörten!“ „Vielleicht ist es besser so!“ „Wir hätten so glücklich sein können!“ Frédéric denkt: „Und wie tief und stark musste [ihre Liebe] sein, wenn sie eine so große Trennung überdauert hatte!“(Kp. 6)
Im letzten Kapitel, zur Zeit des Zweiten Kaiserreichs Napoleons III., treffen sich Frédéric und Deslauriers nach langer Zeit wieder und bekennen, dass sie beide ihr Leben verpfuscht haben, der eine mit seinem Traum von der wahren Liebe, der andere mit seinen Machtträumen, während ihren gesellschaftskritischen Jugendfreunden durch das Arrangement mit den politischen Verhältnissen der Karrieresprung gelungen ist. Frédéric dagegen hat den Großteil seines Vermögens verloren und lebt jetzt in kleinbürgerlichen Verhältnissen. Sein pragmatischer Jugendfreund und Berater träumte ebenso vom gesellschaftlichen Aufstieg. Aber der „Advokat“ hatte trotz seiner Strebsamkeit nicht den erhofften Erfolg. Zeitweise profitierte er von der politischen Entwicklung, doch er geriet nach dem Aufstand zwischen die sozialistische und die konservative Frontlinie, verlor seine Stelle als Kommissar in Troyes und arbeitet jetzt als juristischer Berater einer Gesellschaft. Auch privat war er glücklos. Er heiratete die von Frédéric enttäuschte Louise Roque, die ihn aber wegen eines Sängers verließ. Die beiden Freunde erinnern sich an ihre Jugend und an das Schönste, was sie erlebt haben: ihren ersten missglückten Bordellbesuch (Kp.7).

## Personen
- Frédéric Moreau, der Protagonist, junger Mann aus der französischen Provinz, der als Angehöriger der Mittelklasse beginnt und endet
- Onkel Barthélemy, Frédérics Erbonkel
- Seine Mutter ist die Tochter des Grafen de Fouvens, sein Vater, ein bürgerlicher verschuldeter Grundbesitzer, starb vor seiner Geburt
- Jacques Arnoux, Geschäftsmann und Spekulant mit im Romanverlauf fallender Erfolgslinie, Kunsthändler, Verleger, Fayence-Hersteller, Handel mit religiösen Gebrauchsgegenständen, Liebhaber Rosanetts und anderer Kurtisanen, muss nach seinem Bankrott Paris verlassen und stirbt in der Bretagne
- Marie (Angèle) Arnoux, seine tugendhafte Frau, Mutter zweier Kinder, Marthe und Eugène, auf die sich ihre Fürsorge konzentriert, platonische Liebe mit Frédéric, zieht am Ende des Romans zu ihrem Sohn nach Rom
- Dittmer, Gast Arnoux’
- Monsieur Dambreuse (Graf d’Ambreuse), hat sich aus strategischen Gründen 1825 vom Adel ab- und der Industrie zugewandt, einflussreich vernetzt als Abgeordneter, Bankier und Börsenspekulant, sehr anpassungsfähiger Würdenträger, stirbt im dritten Teil des Romans, vererbt sein Vermögen nicht an seine Frau, sondern an seine uneheliche Tochter Cecile
- Madame Dambreuse, seine viel jüngere, selbstbewusste und elegante Frau mit eigenem Vermögen, hat mit Frédéric eine Affäre, bietet ihm nach dem Tod ihres Mannes die Ehe an, heiratet nach dem Bruch mit Frédéric einen Engländer
- Cécile, offiziell die Nichte Dambreuses, in Wirklichkeit seine uneheliche Tochter. Sie heiratet Martinon und erbt das Vermögen ihres Vaters
- Monsieur Roque, Louises Vater, Landbesitzer und Verwalter und Steuereinnehmer Dambreuses, Reaktionär und Befürworter harter Strafen für die Revolutionäre
- Eléonore, seine Frau
- Louise (Elisabeth-Olympe-Louise) Roque, seine rothaarige Tochter, natürliches Landmädchen, leidenschaftlich verliebt in Frédéric, heiratet Deslauriers, verlässt ihn für einen Sänger
- Catherine, Haushälterin bei Roque
- Rosanette (Rose-Annette) Bron, „Die Marschallin“, Kurtisane mit vielen Liebhabern, z. B. Oudry; Jacques Arnoux; Frederic, mit dem sie einen Sohn hat, der im Säuglingsalter stirbt. Am Romanende erfährt Frederic, dass sie Oudrys Witwe ist und einen Adoptivsohn hat
- Oudry, Gast bei Arnoux und Dambreuse, Liebhaber und später Ehemann Rosanetts
- Frederics Studienfreunde und Bekannte der revolutionären politischen 48er- bzw. der Künstler-Szene
  - Delmas oder Delmar, Schauspieler, Sänger, Redner bei politischen Versammlungen, Liebhaber Rosanetts und C. Vatnaz‘
  - Charles Deslauriers, Frédérics enger Freund, neidvolle, rivalisierende und etwas parasitäre Beziehung zu dem wohlhabenderen Frédéric, Jurist, „Der Advokat“ genannt, sehr ehrgeizig, wechselvolle berufliche Biographie, kann aber seine hohen Ambitionen nicht verwirklichen
  - Dussardier, einfacher und ehrlicher Ladenarbeiter, Freund der Vatnaz, beteiligt sich als engagierter Republikaner an den Protesten und Revolten im ganzen Buch, wird bei der Revolte gegen den Staatsstreich vom Polizisten Sénécal getötet
  - Marquis de Cisy, adretter Adliger, Jurist, lebt am Ende des Romans als frommer Vater von acht Kindern auf seinem Schloss
  - Marquis Aulnays, Cisys Pate; M. de Forchambeaux, sein Freund; Baron de Comaing, ein anderer Freund; M. Vezou, sein Tutor
  - Hussonet, Journalist, Verleger, Dramatiker, im 2. Kaiserreich Kontrolleur der Theater und der Presse
  - Baptiste Martinon, Jurist, Sohn eines reichen Bauern, wird als strebsamer Karrierist und Protegé Damreuses Senator, heiratet dessen Tochter und Alleinerbin Cecile, am Ende des Romans Senator
  - Pellerin, untalentierter Maler v. a. Porträtist; wird Fotograf
  - Regimbart, „Der Bürger“, revolutionärer Chauvinist, bummelt täglich durch die Cafés, lebt von den Einnahmen der Schneiderei seiner Frau
  - Sénécal, Deslauriers Busenfreund, Ingenieur, Mathematiklehrer und kompromissloser dogmatischer Revolutionär wird Polizist und tötet beim Staatsstreich 1851 den Republikaner Dussardier, ist am Ende des Romans verschollen
  - Clemence Vatnaz, Schauspielerin, Kurtisane, frustrierte Feministin mit literarischen Ambitionen, zeitweise Freundin Rosanettes, des Schauspielers Delmas und Dussardiers

## Hinweise zum Verständnis

### Autobiographische Bezüge
1864 schrieb Flaubert über sein Werk: „Ich will über die moralische Geschichte der Menschen meiner Generation schreiben, oder genauer über die Geschichte ihrer Gefühle. Es ist ein Buch über Liebe und Leidenschaft; aber eine Leidenschaft wie sie heute existieren kann – nämlich eine untätige.“ Der Autor stellt sein Anliegen durch die Schilderung der Begegnung unterschiedlicher Menschen über den Zeitraum von mehreren Jahren dar. Der Protagonist Frédéric Moreau ist eine Symbolfigur des weniger tragischen als traurigen Weges der „Quarante-huitards“, d. h. der durch die Februarrevolution 1848 in Aufbruchsstimmung versetzten, dann aber durch die weitere Entwicklung politisch enttäuschten 48er-Generation, der auch Flaubert sich zurechnete. Nicht nur die Persönlichkeit der Hauptfigur, auch seine Beziehung zu dem Kunsthändler Arnoux und seine Leidenschaft für dessen Frau Marie haben autobiographische Bezüge: Vorbilder waren offenbar Élisa Foucault, die große Liebe im Leben des Autors, und ihr Mann, der Verleger Maurice Schlesinger.

### Der Titel
Der Titel des Romans ist (was keine der verschiedenen deutschen Übertragungen ahnen lässt) ironisch zu verstehen. Denn anders als z. B. der jugendliche Julien in Stendhals Le Rouge et le Noir oder der junge Rastignac in Honoré de Balzacs Le Père Goriot, die jeweils durch eine reifere verheiratete Frau in die Liebe eingeführt und so tatsächlich in ihren „Gefühlen“, sprich ihrem Sexualleben, zu erwachsenen Männern gemacht werden, erfährt Frédéric von der angehimmelten reiferen Frau letztlich keine solche „Erziehung“. Stattdessen unterhält er eine Affäre mit einer Kurtisane und gleichzeitig mit der Frau eines Bankiers. Seine Gefühle für diese beiden Frauen bleiben ähnlich indifferent wie die zu seiner schwärmerischen unerfüllten Liebe. Die Neuübersetzung von Elisabeth Edl (2020) trägt den Titel: Lehrjahre der Männlichkeit. Geschichte einer Jugend. Flauberts Ironie soll hier deutlich werden, indem der Begriff „Männlichkeit“ zunächst eine bestimmte Erwartung weckt, die im Lauf des Romans dann jedoch kritisch auseinandergenommen wird: Hier zeigt also Flauberts desillusionierende Ironie, was diese „Männlichkeit“ im Grunde tatsächlich ist.

### Entstehung
L’Éducation sentimentale hat zwei erst posthum veröffentlichte Vorläufer: Memoires d’un fou (1838) und L’Éducation sentimentale (1845). Die zweite Fassung wurde ab 1864 überarbeitet und erschien 1869 unter demselben Titel.

### Bewertungen
Von Flauberts Zeitgenossen wurde L’Éducation sentimentale wegen seiner desillusionierenden Tendenz meist negativ kritisiert. Erst im 20. Jh. erkannte man das Werk in seiner Bedeutung als Vorläufer des Romans der Moderne.

### Sonstiges
In dem Film Manhattan bezeichnet Woody Allens Hauptfigur diesen Roman u. a. als einen der Gründe, weshalb es sich zu leben lohne. Dagegen notierte Jean-Paul Sartre 1939 in seinem Kriegstagebuch, Flauberts Romanfigur sei eine „Jämmerlichkeit, in Marmor gemeißelt“.

## Hörbuch
- Die Schule der Empfindsamkeit – gekürzte Lesung von Peter Lieck 661 min. SWR 1982, erschien 2018 in Der Audio Verlag, ISBN 978-3-7424-0685-9

## Übersetzungen
- Der Roman eines jungen Mannes. Deutsch von Alfred Gold und Alphonse Neumann; Bruno Cassirer, Berlin 1904.
- Die Schule der Empfindsamkeit. Deutsch von Luise Wolf; J. C. C Bruns, Minden 1915 (auch bei Null Papier online, 2012)
- Die Schule der Empfindsamkeit. Deutsch von Andrew Barbey; Georg Müller, München 1923 (auch bei Könemann, 1999)
- Die Erziehung des Herzens. Deutsch von Emil Alfons Rheinhardt; List, Leipzig 1926 (auch bei Deutsche Buchgemeinschaft, 1932)
- Die Schule der Empfindsamkeit. Deutsch von Hans Kauders; Gutenberg, Zürich 1946 (als Die Erziehung des Gefühls auch bei Manesse, 1971)
- Lehrjahre des Gefühls. Deutsch von Paul Wiegler; Aufbau, Berlin 1951 (auch bei Rowohlt, 1959 und bei Insel, 1977)
- Lehrjahre des Herzens. Deutsch von Walter Widmer; Winkler, München 1957 (auch bei Deutscher Bücherbund, 1962 und bei Goldmann, 1968)
- Die Erziehung der Gefühle. Deutsch von Heidi Kirmße; Rütten&Loening, Berlin 1974.
- Die Erziehung des Herzens. Deutsch von Emil Alfons Rheinhardt, revidiert von Ute Haffmans; Diogenes, Zürich 1980.
- Die Erziehung der Gefühle. Geschichte eines jungen Mannes. Deutsch von Cornelia Hasting; Haffmans, Zürich 2000; revidierte Auflage 2001 (auch bei Piper, 2001 und bei Fischer Taschenbuch, 2010)
- Lehrjahre des Gefühls. Geschichte eines jungen Mannes. Deutsch von Maria Dessauer; Insel, Frankfurt am Main 2001.
- Lehrjahre der Männlichkeit. Geschichte einer Jugend. Herausgegeben und übersetzt von Elisabeth Edl; Hanser, München 2020.